# Station Blankenberge
Station Blankenberge is een kopstation aan het eind van spoorlijn 51 (Brugge - Blankenberge) in de West-Vlaamse badstad Blankenberge.

## Geschiedenis
Op zondag 26 juli 1863 werd de spoorlijn Brugge - Blankenberge ingereden. De aanleg had minder dan een jaar geduurd en de benodigde materialen (dwarsliggers en spoorstaven) waren per schip via de Oostendse Vaart naar Brugge aangevoerd. Omstreeks 12 uur vertrok die dag de eerste dubbeldekstrein, samengesteld uit 3 of 4 rijtuigen, naar Blankenberge. Na een kleine driekwartier kwam de eretrein in Blankenberge aan. Vanaf dinsdag 6 augustus werd de spoorlijn van Brugge naar Blankenberge geëxploiteerd. Op 12 juli 1868 werd de verlenging tot Heist in gebruik genomen. De lijn was aangelegd en werd aanvankelijk ook uitgebaat door een private maatschappij: de Chemin de fer de Bruges à Blankenberge met zetel te Brugge. In 1878 nam de Belgische staat de lijn over. De spoorlijn had vooral in de zomer veel succes, met het vervoer van badgasten. Daarnaast werd ze het hele jaar door ook gebruikt voor het transport van verse vis naar het binnenland en van bouwmaterialen naar de in volle ontwikkeling verkerende badplaatsen.
Sinds 1908 kwam er een NMVB-stoomtramlijn uit Oostende op het stationsplein. Dat zou uiteindelijk de huidige Kusttramlijn De Panne-Knokke worden. Zolang er treinen reden tussen Blankenberge en Heist mocht de tram niet doorrijden.
Blankenberge werd op 1 oktober 1908, met het afschaffen van de sectie Blankenberge-Zeebrugge, een kopstation. In het kader van de uitbouw van de haven van Zeebrugge was immers een nieuwe spoorlijn van Brugge naar Zeebrugge aangelegd, waarop de bestaande spoorlijn naar Heist aangesloten werd. Voortaan reden de treinen naar Heist (en later, vanaf 1920, verder naar Knokke) dus niet langer via Blankenberge, maar via Zeebrugge. De tram ging op de oude spoorbaan rijden, in eerste instantie terwijl het treinspoor er nog lag. Daarom werd een derde rail toegevoegd.
De moderne Kusttram heeft nog altijd zijn halte recht tegenover het station. 
Het voormalige (en intussen gesloopte) tweede stationsgebouw dateerde uit 1937 en bevatte invloeden van Henry Van de Velde: horizontaal-lineaire vormen en ronde hoeken. Kunsthistorici wijzen zelfs op bepaalde vormelijke gelijkenissen met het Kröller-Müller Museum in Otterlo, dat in dezelfde periode door Van de Velde ontworpen werd. In de gevel van het gebouw was het B-logo manifest aanwezig. Het station werd in L-vorm ontworpen en opgetrokken in gele baksteen. Op 3 april 1937 werd het nieuwe stationsgebouw in gebruik genomen. Men wachtte met de officiële inhuldiging echter tot 20 juli 1937. In de loop der jaren hadden verbouwingen en toevoegingen de architecturale waarde van het gebouw enigszins aangetast, maar het bleef zijn waarde als getuigenis van de interbellumarchitectuur behouden. Ondanks zijn erfgoedwaarde werd het station in november 2013 (nota bene tijdens het Henry Van de Veldejaar) gesloopt. Het werd vervangen door een gloednieuw complex. Dit alles gebeurt in het kader van een opfrissingsproject van de stationsomgeving. Het nieuwe stationsgebouw werd opgeleverd in 2018. Boven het station zijn twee hotels gevestigd.
Tussen 2022 en 2024 werden de zeven perrons gerenoveerd, voor 6 miljoen euro. Er kwam nieuwe asfaltbekleding met noppentegels, nieuwe schuilhuisjes, verlichting en signalisatie. Hierdoor werd het station integraal toegankelijk voor personen met een beperking.
In een zijvleugel van het voormalige station waren de modelbanen van Mini Train Expo ondergebracht.

## Galerij

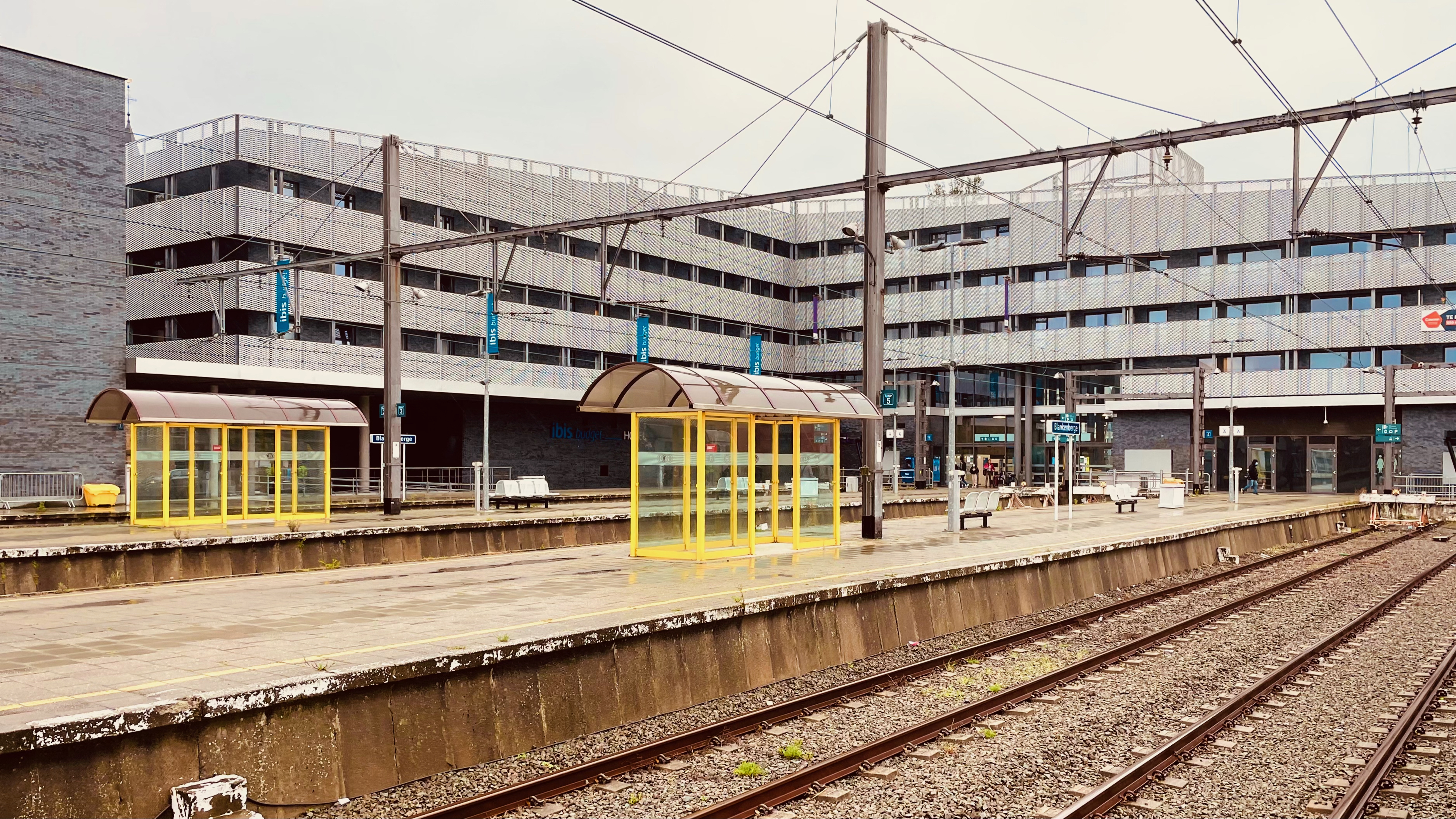
Zicht op het perron
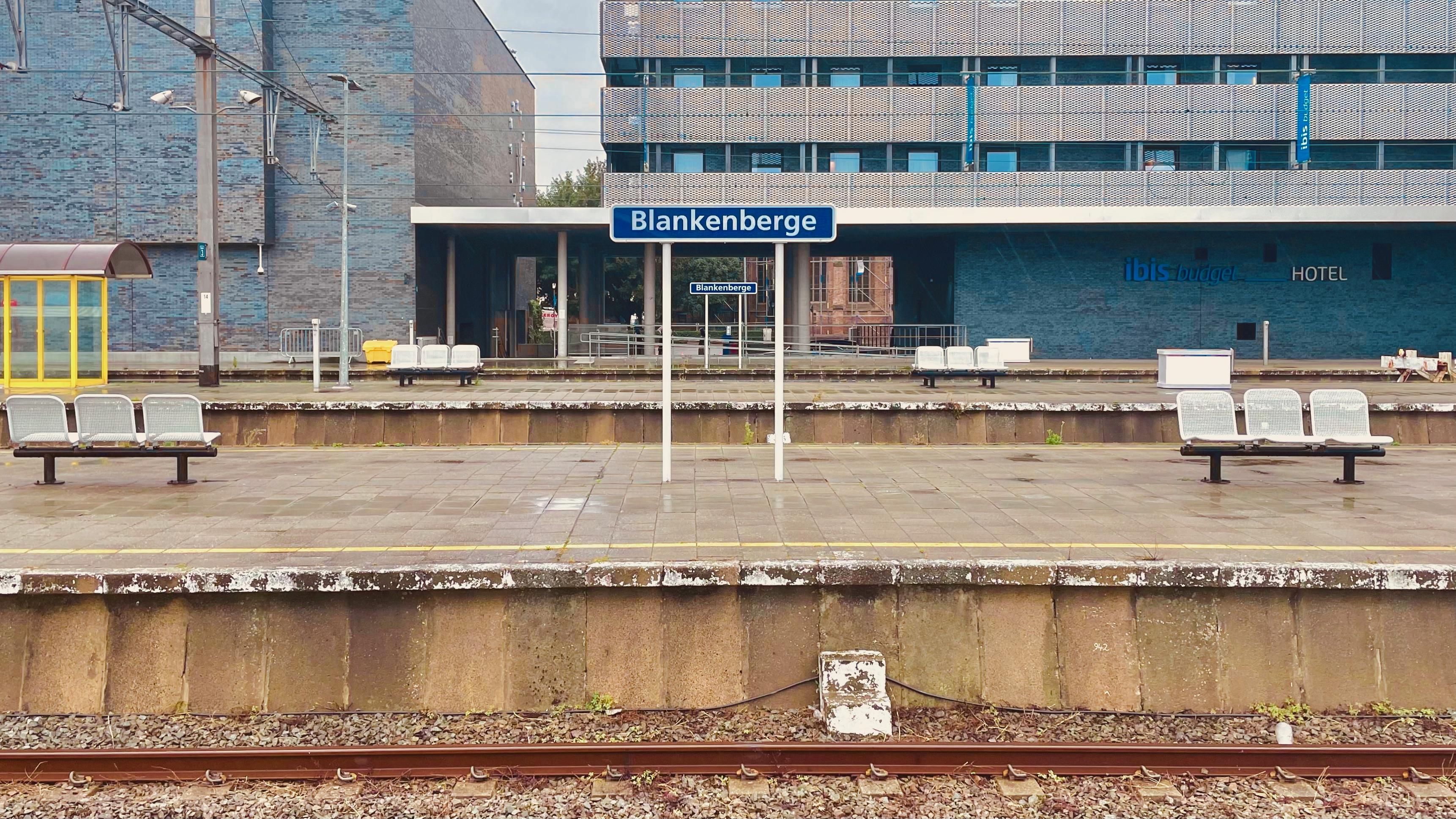
Plaatsnaambord
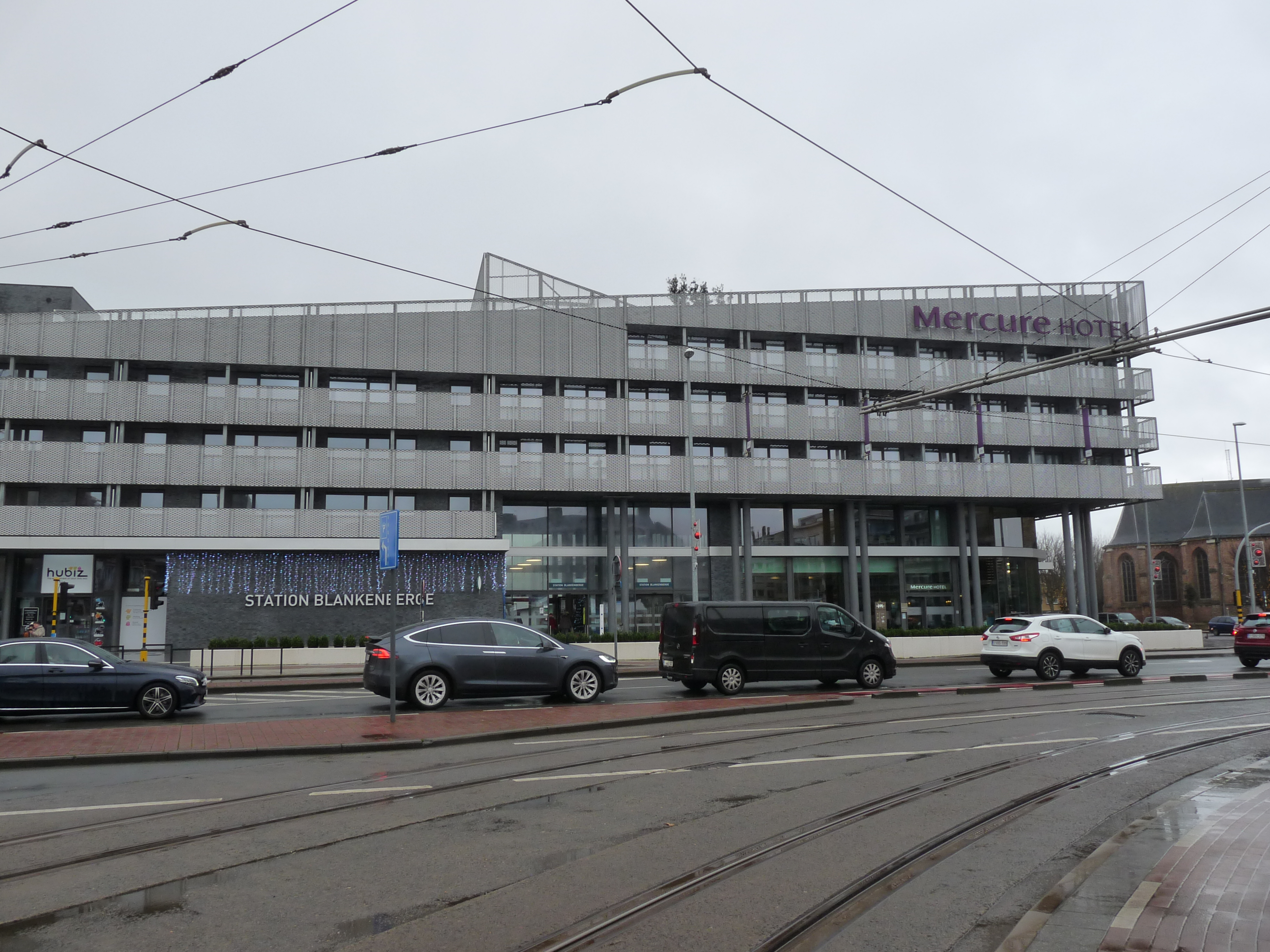
Het stationsgebouw
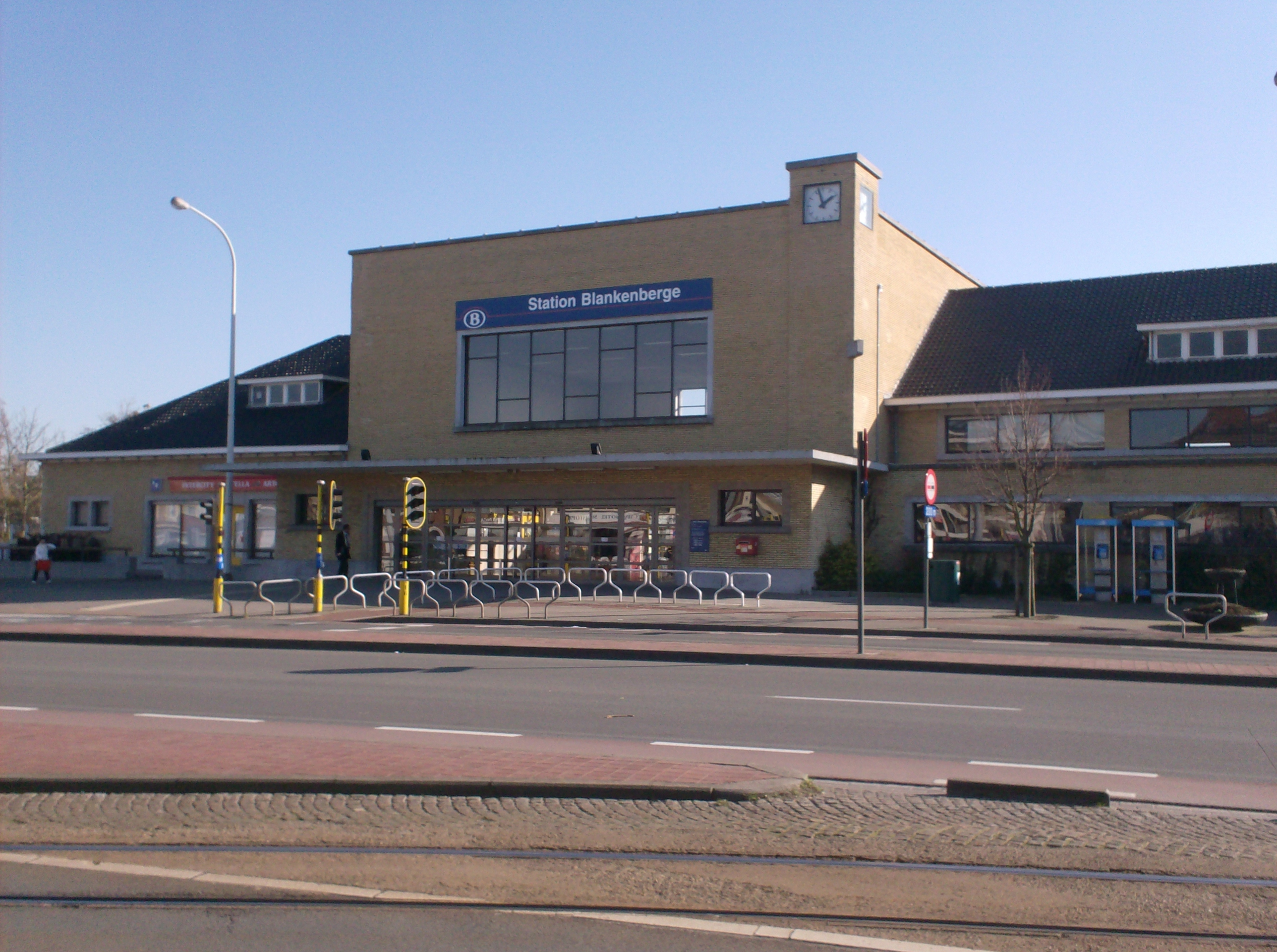
Voorkant van het in 2013 gesloopte stationsgebouw
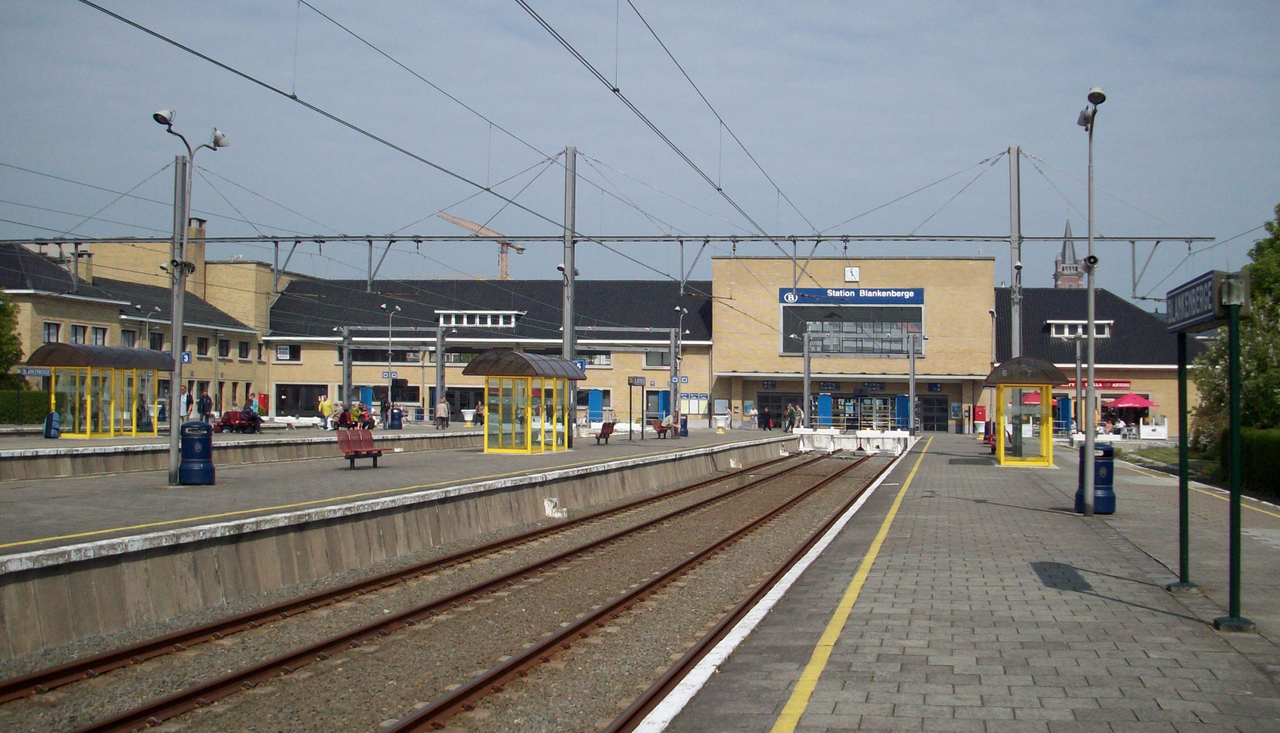
Algemeen gezicht op het in 2013 gesloopte stationscomplex en de sporen
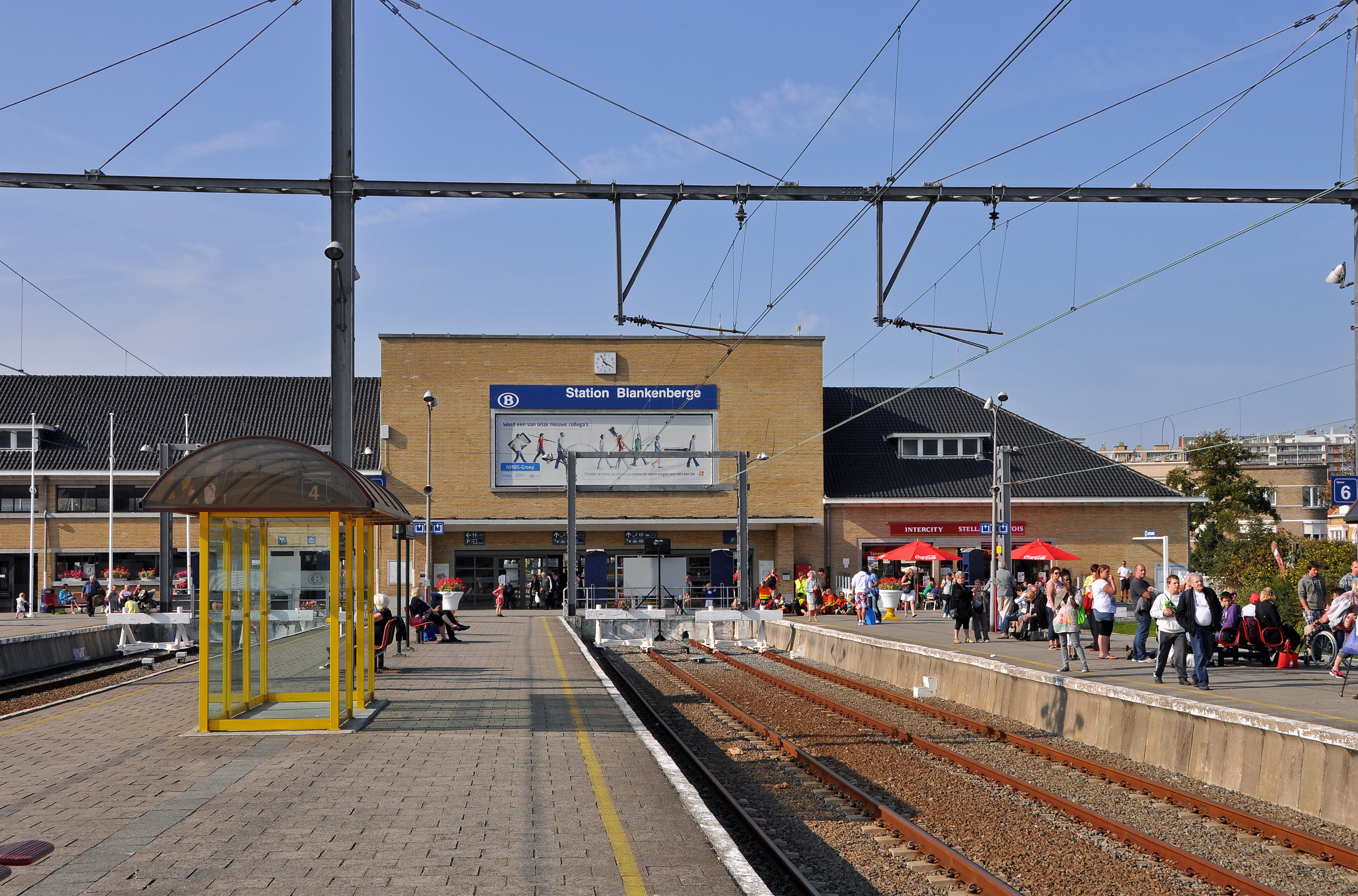
Het in 2013 gesloopte stationsgebouw, kant van de sporen
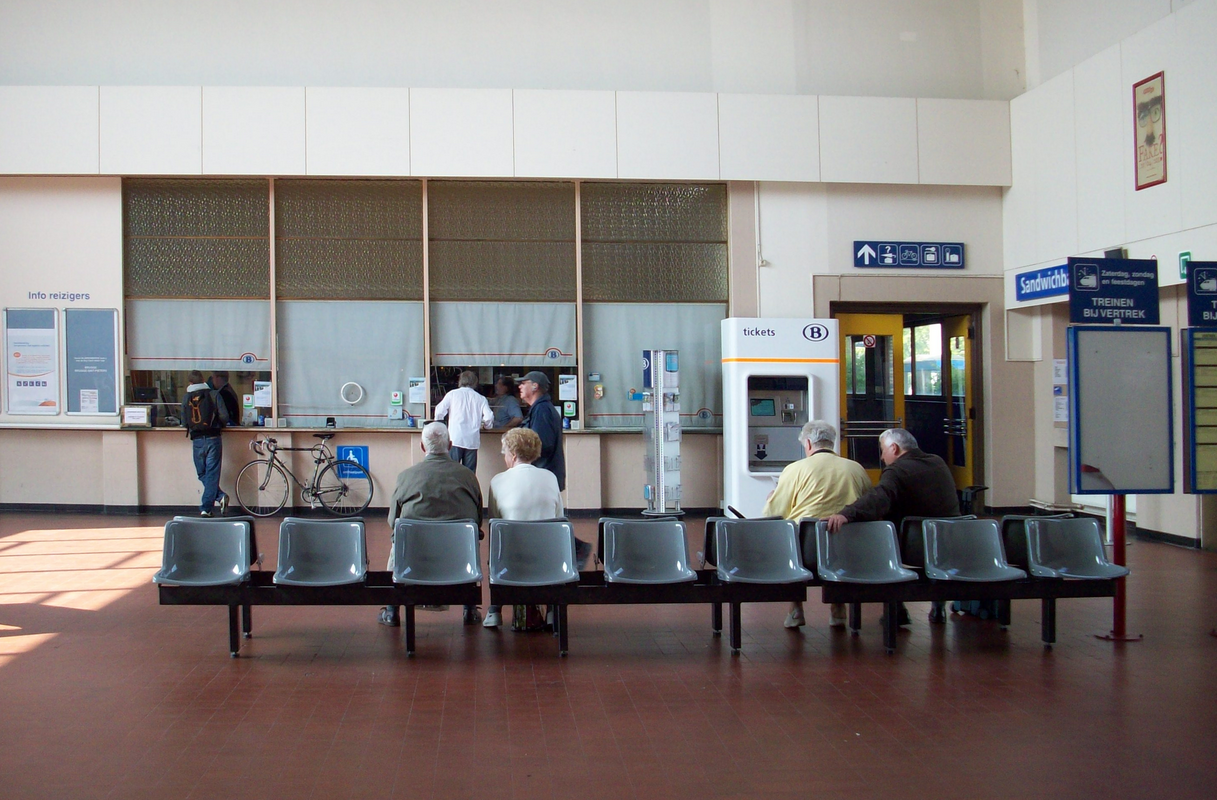
Lokethal in het vroegere stationsgebouw
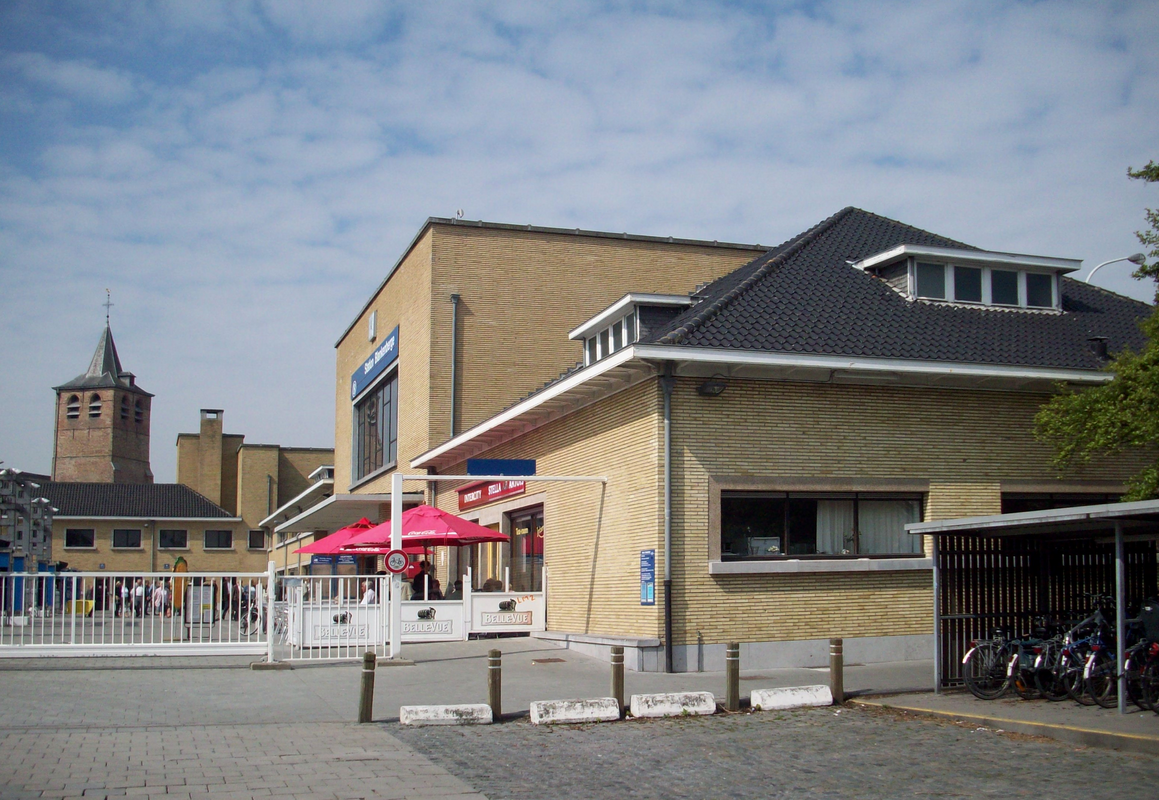
Voormalig stationsgebouw met Sint-Antoniuskerk links
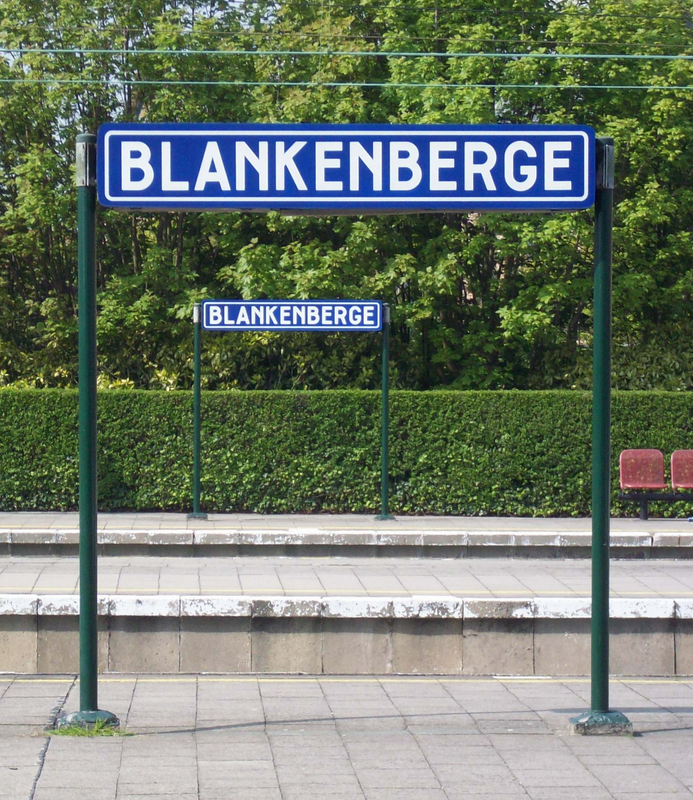
Naambord station Blankenberge

## Treindienst
| Serie           | Treinsoort            | Route                                                                                            | Bijzonderheden                                        |
| --------------- | --------------------- | ------------------------------------------------------------------------------------------------ | ----------------------------------------------------- |
| IC 03           | Intercity (NMBS)      | Genk – Leuven – Brussel-Zuid – Gent-Sint-Pieters – Brugge – Blankenberge                         |                                                       |
| EXP 18122/18135 | Toeristentrein (NMBS) | Antwerpen-Centraal – Sint-Niklaas – Gent-Sint-Pieters – Brugge – Blankenberge                    | Rijdt in juli en augustus, rijdt enkel in het weekend |
| EXP 18126/18136 | Toeristentrein (NMBS) | Antwerpen-Centraal – Sint-Niklaas – Gent-Sint-Pieters – Brugge – Blankenberge                    | Rijdt in juli en augustus, rijdt enkel in het weekend |
| ICT 6700        | Toeristentrein (NMBS) | Charleroi-Centraal – Bergen – Doornik – Moeskroen – Brugge – Blankenberge                        | Rijdt in juli en augustus.                            |
| ICT 6710        | Toeristentrein (NMBS) | [ Neerpelt – ] / [ Turnhout – ] Herentals – Mechelen – Gent-Sint-Pieters – Brugge – Blankenberge | Rijdt in juli en augustus.                            |

## Reizigerstellingen
De grafiek en tabel geven het gemiddeld aantal instappende reizigers weer op een week-, zater- en zondag.
| Tabel: aantal instappende reizigers station Blankenberge | Tabel: aantal instappende reizigers station Blankenberge | Tabel: aantal instappende reizigers station Blankenberge | Tabel: aantal instappende reizigers station Blankenberge |
|                                                          | Weekdag                                                  | Zaterdag                                                 | Zondag                                                   |
| -------------------------------------------------------- | -------------------------------------------------------- | -------------------------------------------------------- | -------------------------------------------------------- |
| 1977                                                     | 1 058                                                    | 524                                                      | 614                                                      |
| 1978                                                     | 1 099                                                    | 648                                                      | 791                                                      |
| 1979                                                     | 856                                                      | 521                                                      | 865                                                      |
| 1980                                                     | 962                                                      | 474                                                      | 710                                                      |
| 1981                                                     | 1 009                                                    | 587                                                      | 729                                                      |
| 1982                                                     | 979                                                      | 568                                                      | 843                                                      |
| 1983                                                     | 858                                                      | 548                                                      | 709                                                      |
| 1984                                                     | 780                                                      | 675                                                      | 870                                                      |
| 1985                                                     | 952                                                      | 727                                                      | 1 103                                                    |
| 1986                                                     | 903                                                      | 695                                                      | 1 042                                                    |
| 1987                                                     | 1 147                                                    | 831                                                      | 1 361                                                    |
| 1988                                                     | 1 205                                                    | 899                                                      | 1 674                                                    |
| 1989                                                     | 1 113                                                    | 769                                                      | 1 242                                                    |
| 1990                                                     | 1 125                                                    | 761                                                      | 1 311                                                    |
| 1991                                                     | 1 073                                                    | 910                                                      | 1 165                                                    |
| 1992                                                     | 1 368                                                    | 850                                                      | 937                                                      |
| 1993                                                     | 1 324                                                    | 98                                                       | 1 337                                                    |
| 1994                                                     | 1 581                                                    | 961                                                      | 1 388                                                    |
| 1995                                                     | 1 371                                                    | 1 499                                                    | 1 881                                                    |
| 1996                                                     | 1 495                                                    | 1 071                                                    | 1 459                                                    |
| 1997                                                     | 1 152                                                    | 1 254                                                    | 1 651                                                    |
| 1998                                                     | 1 175                                                    | 1 112                                                    | 1 686                                                    |
| 1999                                                     | 623                                                      | 504                                                      | 695                                                      |
| 2000                                                     | 854                                                      | 820                                                      | 914                                                      |
| 2001                                                     | 790                                                      | 435                                                      | 580                                                      |
| 2002                                                     | 769                                                      | 499                                                      | 500                                                      |
| 2003                                                     | 812                                                      | 572                                                      | 610                                                      |
| 2004                                                     | 785                                                      | 506                                                      | 484                                                      |
| 2005                                                     | 900                                                      | 724                                                      | 1 668                                                    |
| 2006                                                     | 981                                                      | 919                                                      | 1 800                                                    |
| 2007                                                     | 1 233                                                    | 666                                                      | 718                                                      |
| 2008                                                     | -                                                        | -                                                        | -                                                        |
| 2009                                                     | 1 292                                                    | 1 069                                                    | 1 507                                                    |
| 2010                                                     | -                                                        | -                                                        | -                                                        |
| 2011                                                     | -                                                        | -                                                        | -                                                        |
| 2012                                                     | 1 246                                                    | 1 603                                                    | 1 457                                                    |
| 2013                                                     | 1 315                                                    | 1 434                                                    | 1 100                                                    |
| 2014                                                     | 1 718                                                    | 1 294                                                    | 1 898                                                    |
| 2015                                                     | 1 455                                                    | 997                                                      | 1 761                                                    |
| 2016                                                     | 1 371                                                    | 1 307                                                    | 1 419                                                    |
| 2017                                                     | 1 666                                                    | 1 755                                                    | 2 114                                                    |
| 2018                                                     | 1 795                                                    | 1 821                                                    | 1 673                                                    |
| 2019                                                     | 1 790                                                    | 1 348                                                    | 1 679                                                    |
| 2020                                                     | 1 190                                                    | 829                                                      | 1 339                                                    |
| 2021                                                     | -                                                        | -                                                        | -                                                        |
| 2022                                                     | 1 827                                                    | 1 066                                                    | 1 066                                                    |
| 2023                                                     | 1 899                                                    | 1 704                                                    | 2 063                                                    |
| 2024                                                     | 1 606                                                    | 1 206                                                    | 1 192                                                    |

0,0: Brugge ·
3,2: Brugge-Sint-Pieters ·
5,7: Dudzele ·
8,2: Zuienkerke ·
11,4: Uitkerke ·
14,9: Blankenberge